# Eudialomia
Eudialomia är ett släkte av skalbaggar. Eudialomia ingår i familjen vivlar.
Kladogram enligt Catalogue of Life:
| Eudialomia | \| \| Eudialomia longula \| \| \| \| \| \| Eudialomia remota \| \| \| \| |
|            | \| \| Eudialomia longula \| \| \| \| \| \| Eudialomia remota \| \| \| \| |
|            | Eudialomia longula                                                       |
|            |                                                                          |
|            | Eudialomia remota                                                        |
|            |                                                                          |